# Wadim Borissowitsch Sacharow
Wadim Borissowitsch Sacharow (russisch Вадим Борисович Захаров; * 1963) ist ein ehemaliger sowjetischer Skispringer.

## Werdegang
Sacharow gab sein internationales Debüt bei der Vierschanzentournee 1986/87, womit er zugleich auch sein Debüt im Skisprung-Weltcup gab. Dabei konnte er sich nur schwer gegen die starke Konkurrenz durchsetzen. Auf der Großen Olympiaschanze in Garmisch-Partenkirchen erreichte er mit Platz 25 das beste Einzelresultat. In der Gesamtwertung belegte er am Ende den 40. Platz.
Bei der folgenden Nordischen Skiweltmeisterschaft 1987 in Oberstdorf sprang Sacharow von der Großschanze auf 101,5 und 100,5 Meter und landete damit auf dem 34. Platz. Von der Normalschanze landete er bei 84 und 80,5 Metern und damit auf dem 38. Platz. Beim Teamspringen erreichte er gemeinsam mit Sergej Brysgalow, Alexander Taranow und Waleri Karetnikow den neunten Rang.

## Erfolge

### Vierschanzentournee-Platzierungen
| Saison  | Platz | Punkte |
| ------- | ----- | ------ |
| 1986/87 | 40.   | 479,1  |